# فرانك بريس
فرانك بريس (1924-2020) (بالإنجليزية: Frank Press)‏ هو عالم جيوفيزيائي، ورئيس الأكاديمية الوطنية للعلوم بين عامي 1981 و1993، حاصل على الدكتوراه في الجيوفيزياء من جامعة كولومبيا.

## حياته العلمية
حصل فرانك بريس على البكالوريوس في الجيوفيزياء المعهد المدني لنيويورك عام 1944، ثم على الماجتسير من جامعة كولومبيا عام 1946، ثم على الدكتوراه من نفس الجامعة عام 1949، وانتقل بعد ذلك من معلم إلى بروفيسور مشارك بين عامي 1949 و1955 في الجامعة، ثم انتقل للتدريس في معهد كاليفورنيا للتقنية بين عامي 1955 و1965، ثم إلى معهد ماساتشوستيس حتى عام 1977، وبعدها عمل في المكتب التنفيذي لرئيس مكتب العلوم والسياسة التقنية حتى عام 1981 الذي ترأس فيه الأكاديمية الوطنية للعلوم خلفا لفيليب هاندلر.
بعد إنهائه لدورته الثانية في رئاسة الأكاديمية الوطنية للعلوم، عمل في مؤسسة كارنيغي في ولاية واشنطن حتى عام 1997، ثم أصبح رئيس المجموعة الاستشارية في واشنطن.